# へんな体験記
『へんな体験記』（へんなたいけんき、原題：SYMPHONY IN SLANG, 公開：1951年6月6日）は、アメリカ合衆国の映画会社メトロ・ゴールドウィン・メイヤー (MGM) のアニメーター、テックス・アヴェリーによって制作された作品の一つである。

## スタッフ
- 監督 - テックス・アヴェリー
- 制作総括 - フレッド・クインビー
- アニメーション制作 - ウォルター・クリントン、マイケル・ラー、グラント・シモンズ
- 脚本 - リッチ・ホーガン
- 音楽 - スコット・ブラッドリー

## 作品内容
不慮の死で亡くなった若者が天国行きの特急列車に乗ろうとしたが、年配の番人は彼の言うことがさっぱり分からない。そこで言語学者のウェブスター博士に通訳してもらう。当時の米国で用いられていたスラングや慣用句が次々に登場するが、さすがの博士も意味がわからず、ネコに舌を取られたようになってしまう（呆気に取られてしまう）。
若者が身の上を語る回想シーンが、若者の使うスラングや慣用句を文字通りに表現した映像になっており、笑いを取る（「土砂降り（It's raining cats and dogs.）」のシーンで、実際に犬や猫が降って来る。「電報を打つ（send a wire）」のシーンで、電線を郵送する。など）。しかし日本の視聴者にとっては、英語と米国の慣用句とスラングの知識が無いと、ネタの意味がわからないのが難点である。
若者と年長者との世代間格差、言葉の乱れなど、当時の米国社会を風刺している作品である。上映時間は約6分43秒。

## 日本でのTV放映
TBSで放映された『トムとジェリー』の真ん中の作品として放映された。米国の慣用句とそれにちなんだ場面が連続しており、上述の通り英語でないと意味がわからないシーンも多々あるが、日本の慣用句や意訳などを駆使して、可能な限り日本語でも面白さを損なわないように配慮がなされている。例えば「I was born with a silver spoon in my mouth」（銀の匙をくわえて生まれた）という箇所は、「裕福な生まれ」という意味だが、日本語での台詞は「セコいガキ。がめつい」と正反対になっている。一方で「彼女にかなり燃えている」「金を湯水のように使う」などといった、日本語においても意味がわかる箇所もある。

## 登場するキャラクター
若者
自由な生き様が身上であるが、恋人に惚れるあまり、金銭を浪費し、刑務所に収監されてしまった経歴を持つ。ふられた恋人や恋敵が子持ちとなり、所帯じみてしまったのを目撃し、おかしさのあまり笑いすぎて死んでしまう。
天国の番人
亡くなった人が天国へ行く際にチェックをする係。年配で近頃の若者が何を言っているのかわからない。
ウェブスター博士
英語辞書で知られるウェブスターの名にちなんでいると思われる。言語学者で、年配の番人には理解できない若者の話し言葉を番人に通訳するがうまくいかない。

## 関連商品
日本ではヘラルドポニー販売・製作東北新社で、『TEX AVERY'S SCREWBALL CLASSICS』の第一巻を『楽しいハリウッド・アニメ　月へ行った猫』と改題したうえで日本語吹き替え版のみの発売となった。
　なおDVD化されていない。アメリカでは「TEX AVERY'S SCREWBALL CLASSICS」というタイトルで発売されたが、現在は廃盤で入手は困難。フランスのみDVD化されている。